# Ключевая (Новосибирская область)
Ключевая — село в Венгеровском районе Новосибирской области России. Административный центр Ключевского сельсовета.

## География
Площадь села — 48 гектаров.

## История
Основана в 1727 г. В 1928 г. состояла из 140 хозяйств, основное население — русские. В административном отношении являлась центром Ключевского сельсовета Спасского района Барабинского округа Сибирского края.

## Население
| 2002 | 2007 | 2010 |
| ---- | ---- | ---- |
| 368  | ↘320 | ↘319 |

## Инфраструктура
В селе по данным на 2007 год функционируют 1 учреждение здравоохранения, 1 образовательное учреждение.